# Delta del Po
El delta del Po es un territorio correspondiente a la desembocadura del río Po que termina su curso en el mar Adriático entre las provincias italianas de Rovigo y de Ferrara, en el noreste del país. Gracias a una extensión de 1999, entró a formar parte del Patrimonio de la Humanidad, «Ferrara, ciudad renacentista, y su delta del Po».

## Geografía
El delta del Po es la parte comprendida entre la zona de resurgimiento de las aguas, esto es, aproximadamente, desde Stellata al oeste de Ferrara y Rovigo; allí donde el río se separa en varias ramas, y la costa Adriática, incluidos el río Adigio al norte y la zona costera (y pantanosa) que se extiende hasta Rávena, Cervia y Cesenatico.

## Geofísica
Hace un millón de años, la zona entre las dos ramas extremas de la bifurcación que presenta el río, estaba enteramente bajo las aguas. Esta zona debía extenderse bastante más allá de estos límites; al norte hasta el río Adigio que no es más que una veintena de kilómetros y, al sur por el río Reno que desciende de los Apeninos en dirección a Bolonia, por los tres ríos Lamone, Montone y Ronco que crean los pantanos de Rávena, luego por el río Savio y las salinas de Cervia que se extendían hasta Cesenatico y el Rubicón.

### Era glaciar
La llanura padana, que no más allá del millón de años, se incluía en un gran golfo Alto-Adriático que se prolongaba hasta los Alpes occidentales y los Apeninos de Liguria, a raíz de las grandes glaciaciones de la era cuaternaria se subordinó alternativamente, por lo que se refiere a la región de Emilia-Romaña, a períodos de inmersión y sumersión durante los cuales, a su vez, se sucedieron de los climas continentales y climas marítimos vinculados a las oscilaciones más o menos acentuadas por el nivel del mar. El ritmo de tales fenómenos oscilatorios o eustáticos (movimientos de lenta oscilación relativa de los continentes y mares) causa una acumulación de formaciones sedimentarias continentales y marinas con un grosor de cerca de 4.000 metros. 
A cada regreso del mar sobre las tierras sumergidas de la depresión del llano, su profundidad tendía siempre a disminuir puesto que el asentamiento de los materiales sedimentarios era compensado abundantemente con la contribución de los nuevos légamos aportados por los cursos de agua. Poco a poco, la cuenca entera se rellena, así, al final de la última glaciación, a raíz del descenso del nivel marino, las tierras sumergidas se extendían hasta la altura de Ancona, ocupando así toda la actual plataforma continental adriática. En ésta el Po hacía el trabajo de «colector principal» y recibía todos los ríos de los Apeninos y los Alpes. Así los hombres del Paleolítico de los Apeninos emilio-romañoles tenían la posibilidad de descender en el valle y de cruzar el extenso llano que se extendía al este de la zona costera de Emilia-Romaña hasta los relieves de Istria y de Dalmacia.
Sucesivamente, con la retirada definitiva de los glaciares, hace alrededor de 14.000 años, el mar volvió a su nivel de origen. A este último período remonta la sedimentación de los terrenos limítrofes del bajo llano y que presentan un gran interés en la producción agrícola de la región, más allá de las investigaciones geomorfológicas para la localización y el fechado de los sitios de hombres primitivos.

## La mano del hombre
La transformación de los suelos, a raíz de los movimientos del mar y los ríos a lo largo de los milenios, dificulta el descubrimiento de rastros prehistóricos, salvo el paso de los etruscos a Adria (ciudad que dio su nombre al mar Adriático), situado entre el Po y el Adigio en la provincia de Rovigo, región del Véneto.

### Época greco-etrusca y romana
- El saneamiento de los pantanos en los alrededores de Comacchio, principalmente el de Trebba (Valle Trebba) en 1922 permitió el descubrimiento de la necrópolis de  Spina, que databa en torno al siglo VI a. C., probando la presencia de los etruscos que habían fundado un puerto de comercio entre las vías de comunicación fluvial, marítima y terrestre (Reno, Po y el Adriático). Durante el saneamientos de los pantanos de Pega en 1954-60 (Valle Pega) y de los de Mezzano en 1960 (Valla del Mezzano), de otros importantes descubrimientos fueron puestos en evidencia, actualmente expuestos en el Museo arqueológico nacional de Ferrara (Museo Archeologico Nazionale Archivado el 29 de junio de 2007 en Wayback Machine.).

- La penetración de los romanos más al sur del delta, comienza con la fundación de Senigallia (Sena Gallica 290 a. C.) y de Rímini (Ariminum 268 a. C.) sobre el Adriático, luego se dirigen más al norte sin crear colonias a su paso. Solo a partir del siglo I, cuando los romanos necesitaban madera y materiales de construcción (tejas y ladrillos en terracota ) se establecieron los en esta región rica en bosques y en suelos arcillosos. El descubrimiento de necrópolis en Voghenza (Vicus Habentia) a 15 km de Ferrara permite datar, gracias a las monedas encontradas del tiempo de Claudio I (años 41-54) y Maximino el Tracio (235-238), la instalación de los romanos en esta zona en los siglos I al III.

El reparto o centuriación romana de las tierras al sur muestra, obviamente, el trabajo de los romanos que se dedicaron a desecar las tierras por la excavación de canales de drenaje a lo largo de las carreteras. Por otra parte los numerosos monumentos creados en la ciudad de Rávena dan prueba de su paso y el trabajo colosal realizado. El drenaje de los pantanos y la explotación de las salinas, Cervia y Cesenatico, la plantación de pinares en dirección a Rávena para retener la arena en el borde de las costas. La decadencia progresiva de Rávena favoreció el desarrollo de Ferrara que formaba parte del Exarcado de Rávena y cuyo nombre aparece mencionado en 754.

### En la Edad Media
En esta época el Po de Volano, que pasa por Ferrara, era el curso principal hasta 1152, cuando el río rompió la presa septentrional en la unión de los brazos, en Ficarolo (provincia de Rovigo, a 20 km al oeste de Ferrara), que se ha convertido en el curso actual. Con este cambio de dirección, la zona septentrional que se había estabilizado justo entonces, siguió su avance hacia el mar, acentuado por la perforación de «porto Viro» en 1604 (en dos siglos la desembocadura del Po de Goro avanzó de 20 km, o sea 83 metros por año).
En Ferrara aparece otra rama llamada Po de Primaro que desemboca en el mar al norte de Rávena, después de haber pasado la ciudad de Argenta. Se cree que los escasos medios y mano de obra para luchar contra los bruscos cambios de las naturalezas, las inundaciones y el rápido cambio de nivel de las aguas, debían desalentar a los más valerosos.

### DelsigloXVIIalXIX

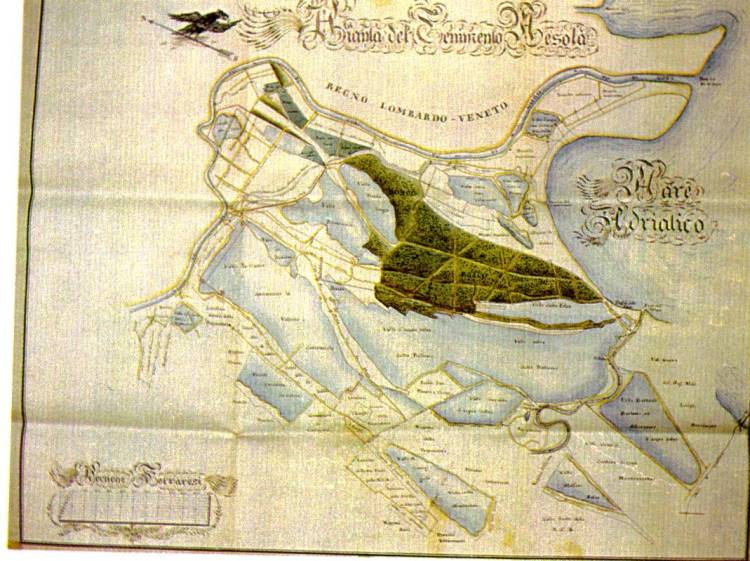
Mapa de 1787 mostrando la repoblación en el delta.

Desde el 22 de diciembre de 1605, el «Consorcio de San Giorgio» a través de los tiempos y a pesar de las resoluciones jurídicas, mantuvo intacta su obsesión de protección del territorio. A través de drenajes y acuerdos sucesivos, la actual subdivisión se amplió hasta las 120.000 hectáreas incluidas entre el Po de Volano al norte, el mar Adriático al este, al río Reno al sur y Po de Primaro al oeste.
Contrariamente a la parte septentrional de la provincia, las tierras que forman una sola gran depresión, el territorio de «Polesine de San Giorgio», no se presta a un drenaje sino a un levantamiento mecánico de las aguas.
La gestión hidráulica llegará, por lo tanto, en primer lugar con la salida de las aguas efluentes de los terrenos más elevados al lecho de los grandes hoyos hidráulicos que recorrían la zona (Fosa de Porto, el Massi, de Voghenza), hasta la desembocadura final constituida por los pantanos de Comacchio (valles de Commacchio).

Sobre todo teniendo en cuenta que en esta época el río Reno desembocada directamente en el Po y que los ríos y torrentes que descendían de los Apeninos creaban extensas zonas pantanosas a lo largo del Primaro, desde el sur de Ferrara hasta Rávena. Zonas antiguamente llamada Valle Padusa donde siempre ha existido hábitat a pesar de los riesgos de la naturaleza.
Fue necesario esperar al siglo XVIII para que la excavación del Cavo Benedettino que desvía el curso del Reno al Primaro y que recoge las aguas de los torrentes, permitiera el saneamiento de la región.

### La era industrial

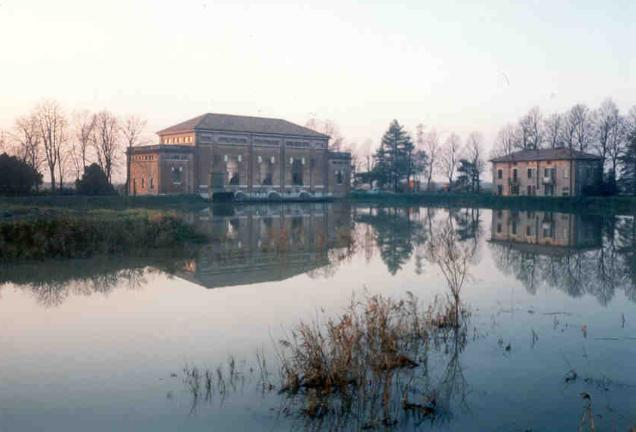
Estación de bombeo en la costa de Argenta.

El levantamiento mecánico de las aguas de los terrenos más bajos fue posible a partir de 1872, año de construcción de la más antigua instalación de bombeo de Marozzo a Lagosanto, al servicio del drenaje de Gallare. Hasta 1930, otras instalaciones entraron en servicio para el drenaje de las cuencas vecinas, mediante la excavación, como hacían los romanos, de canales profundos y las orillas que llegaban a la altura de las tierras más altas. Desde allí, bombas, movidas por máquinas a vapor, remontan el agua de las zonas bajas en estos canales que se vierten a continuación en el mar.
Así hoy, el Po de Volano, de Goro y Primaro, los ríos Reno y Lemone están conectados todos ellos por canales que alcanzan al mar, permitiendo el drenaje de todas las tierras del delta a excepción de los pantanos de Comacchio (el más grande) y dos o tres otros pequeños pantanos; las tierras así desecadas que se dedican a la agricultura.
Con las últimas intervenciones imponentes de saneamiento de los pantanos de Mezzano y Pega, efectuadas por el Organismo para la Colonización del Delta del llano del Po, en 1989 pasaron a la gestión del consorcio 20.000 nuevas hectáreas de tierra cultivable.

## Los parques regionales
Los problemas de ecología y protección de la naturaleza impulsaron a los hombres a tomar conciencia del medio ambiente y a definir leyes y zonas que deben respetarse. Se aconseja a los turistas que van hacia el norte en dirección a Venecia, que tomen la «Roméa» (N309) desde Rávena a Mestre, a lo largo de la costa, y admirar los pantanos de Comacchio (sobre todo fuera del período de verano, cuando los árboles carecen de follaje) y visitar las principales ciudades históricas (atención: carretera extremadamente sinuosa y limitada a 50Km/h casi en toda su longitud).

### Parque regional del delta del Po de Emilia-Romaña
Es una superficie protegida que cubre 52.000 hectáreas de la región de Emilia-Romaña, que se extiende desde el Po de Goro y que cubre todo el delta histórico del Po, englobando también las desembocaduras de los ríos Reno, Lamone y Bevano. Incluyendo entre otras, las zonas húmedas y salobres de la costa Adriática y el inmediato interior: la bolsa de Goro, los pantanos de Comacchio, las tierras de Rávena, las salinas de Cervia, los bosques de Argenta y los pinares del Lido di Clase a la desembocadura del Savio al norte de Cervia.
- Monumentos dentro del parque: la abadía de Pomposa, la iglesia de San Giorgio, San Apolinar in Classe, los canales de regulación hidráulica y los centros históricos de Mesola, Comacchio, Rávena y Cervia.

### Parque regional del delta del Po de Venecia
Se extiende del Po de Goro hasta el río Adigio e incluye los 9 municipios de la provincia de Rovigo, con una población de cerca de 73.000 habitantes dentro de los límites del parque, con 786 km² de extensión y 120 km² de zona protegida.
La formación del parque se debe al depósito de sedimentos que, durante un largo período, contribuyó al desarrollo progresivo de la línea costera. Estos depósitos de sedimentos sobre todo se acumularon en esta dirección después de 1604, cuando la República de Venecia desvió el curso del brazo septentrional del Po (en Taglio di Po hasta los alrededores de Adria), operación llamada Taglio di Porto Viro y que, al desviar las aguas más al sur hacia la bolsa de Goro, evitó que se llenara de arena la laguna de Venecia.
El parque del delta del Po posee la más amplia extensión de humedal protegida de Italia. La flora varía hasta el punto de contar con alrededor de mil especies distintas. Lo mismo cabe decir de la fauna, con más de 400 especies diferentes, entre mamíferos, reptiles, anfibios y pescados.
La presencia de pájaros es muy reveladora, con más de 300 especies (nidificación e hibernación), que hacen del delta la más importante zona ornitológica italiana y una la más conocida de Europa para los observadores de pájaros.

### Parque natural interregional del delta del Po
Es el nombre de la ley marco (N.º 334 de 1991) estableció para el parque que las regiones de Venecia y Emilia-Romaña tenían que haber constituido junto con el Ministerio de Medio Ambiente, en el territorio que se extiende desde Rovigo a Ferrara correspondiente a la desembocadura del Po.
Años de polémicas y de «charlas» han impedido que las administraciones involucradas (regionales, provinciales y municipales) llegaran a un acuerdo para la gestión conjunta de esta zona protegida.
El delta del Po, siendo de excepcional interés natural, paisajístico e histórico, sobre todo teniendo en cuenta que forma parte del patrimonio de la humanidad de la Unesco, está densamente poblado y su territorio está sometido a fuertes intereses económicos, por la presencia, por ejemplo, de vastas zonas de pesca, de ganadería, de cultivos de producción de energía e intereses turísticos.